# Юле Гаке
Юле Гаке (24 вересня 1999 , Ольфен, Північний Рейн-Вестфалія ) — німецька спортсменка, веслувальниця-байдарочниця, срібна та бронзова призерка Олімпійських ігор 2024 року.

## Виступи на Олімпіадах
| Олімпіада  | Дисципліна                    | Місце |
| ---------- | ----------------------------- | ----- |
| Токіо 2020 | байдарка-одиночки, 500 метрів | 18    |
| Токіо 2020 | байдарка-четвірки, 500 метрів | 5     |
| Париж 2024 | байдарки-двійки, 500 метрів   | 3     |
| Париж 2024 | байдарки-четвірки, 500 метрів | 2     |

## Зовнішні посилання
- Юле Гаке на сайті International Canoe Federation (англійська)
- Юле Гаке на сайті Olympics.com (англійська)
- Юле Гаке на сайті Olympedia (англійська)
- Юле Гаке на сайті German Olympic Committee (німецька)